# Pazuengos
Pazuengos es un municipio de la comunidad autónoma de La Rioja (España), situado al pie del monte San Lorenzo, entre Ezcaray y San Millán de la Cogolla. Se asienta en una zona de pastos dedicados al ganado caballar y principalmente al vacuno, donde el Gobierno de La Rioja mantiene una granja de reproducción de vacas de raza avileña negra ibérica.
En su jurisdicción se alcanzan los 2.000 m. en el monte Cabeza Parda. Es paso obligado para los caminantes que recorren el sendero GR-93, entre bosques de hayas y rebollos, en dirección a San Millán de la Cogolla y para aquellos que utilizan la variante GR-93.1 para llegar hasta el Monasterio de Valvanera, por la senda tradicional usada por los romeros que desde Ezcaray conduce hasta Valvanera.
De sus dos aldeas, Villanueva y Ollora, solamente quedan las ruinas de las antiguas poblaciones. Su Iglesia del siglo XVI está bajo la advocación de San Martín.
Pazuengos es también conocido porque en 1061 se proclamó Cid Campeador Don Rodrigo Díaz de Vivar. En el ayuntamiento hay una placa conmemorativa.

## Historia
La cita más antigua encontrada, en los registros de San Millán de la Cogolla, data del año 944.
Su historia nos habla de enfrentamientos medievales entre castellanos y pamploneses/najerinos alrededor de un castillo fortificado, construido en el siglo X para defender las tierras conquistadas a los musulmanes y del cual no queda resto alguno.
El referente histórico más famoso es el combate de Pazuengos por la posesión de esta población, pequeña aldea con extensos montes y pastos, próxima al monasterio de San Millán de la Cogolla y situada en una zona de continua disputa entre el reino de Nájera-Pamplona y el reino de Castilla, regidos en este momento por Sancho IV el de Peñalén y Sancho II de Castilla, respectivamente. Para evitar el recurso a una guerra, siempre más devastadora, se acostumbraba a ventilar las disputas mediante un Juicio de Dios u Ordalía en un combate, generalmente a muerte, entre dos caballeros o campeones, uno por cada parte, celebrado en terreno neutral ante cuantos espectadores quisiesen acudir y en un lugar que recibía el nombre de liza, o lugar de la lid. Los pamploneses/najerinos eligieron a Jimeno Garcés, un gigantón que había matado en estos duelos a más de treinta competidores. Los castellanos estuvieron representadosr Rodrigo Díaz de Vivar, alférez o armiger del rey. La pelea comenzó a caballo y prosiguió a pie, utilizando las terribles armas de la época: mazas, hachas de guerra y unas enormes espadas de combate que tenían que ser manejadas con las dos manos, por lo que se llamaban mandobles. La lucha duró más de una hora, derrotando Rodrigo a su rival con un golpe mortal y pasando Pazuengos a propiedad de Castilla. Con motivo de aquel combate Rodrigo recibió un título que irá siempre unido a su nombre: Campeador o Campidoctor, que quiere decir el que defiende la justicia en el campo de batalla. El título llevaba aparejada, según la vigente legislación visigótica, la atribución de ser juez en litigios civiles, lo que justifica la participación del Cid en la famosa Jura de Santa Gadea a Alfonso VI. El acontecimiento tuvo lugar el 1066, como recuerda una placa conmemorativa en el Ayuntamiento de la localidad, donada por el Colegio Oficial de Ingenieros Técnicos Industriales de La Rioja.
Pazuengos, además, tendrá bastante protagonismo en la Alta Edad Media, dentro del área de influencia del monasterio de San Millán de la Cogolla, recordándose la existencia en su entorno del pequeño monasterio de Santa María de Pazuengos, donado a San Millán, y del despoblado de Villanueva.

## Etimología
Según la teoría más aceptada, el nombre de Pazuengos proviene del latín pascui longos que significaría pastos largos. 
En diferentes registros se encuentras diferentes denominaciones para esta villa, como: Pazlongos, Pazluengos o Pazonguis.

## Geografía humana

### Demografía
Cuenta con una población de 25 habitantes (INE 2024).
| Gráfica de evolución demográfica de Pazuengos entre 1842 y 2021                                                       |
| |
| Población de derecho según los censos de población del INE. Población de hecho según los censos de población del INE. |

## Administración
| Periodo   | Nombre                    | Partido |
| --------- | ------------------------- | ------- |
| 1979-1983 | M. Escarza Santamaría     | UCD     |
| 1983-1987 | F. Valle Escarza          | PSOE    |
| 1987-1991 | Felicia Somovilla Escarza | AP      |
| 1991-1995 | Felicia Somovilla Escarza | PP      |
| 1995-1999 | Felicia Somovilla Escarza | PP      |
| 1999-2003 | Felicia Somovilla Escarza | PP      |
| 2003-2007 | Felicia Somovilla Escarza | PP      |
| 2007-2011 | Felicia Somovilla Escarza | PP      |
| 2011-2015 | Felicia Somovilla Escarza | PP      |
| 2015-2019 | Cesar Somovilla Frades    | PP      |
| 2019-2023 | Cesar Somovilla Frades    | PP      |

## Economía

### Evolución de la deuda viva
El concepto de deuda viva contempla sólo las deudas con cajas y bancos relativas a créditos financieros, valores de renta fija y préstamos o créditos transferidos a terceros, excluyéndose, por tanto, la deuda comercial.
| Gráfica de evolución de la deuda viva del ayuntamiento entre 2008 y 2014                             |
| |
| Deuda viva del ayuntamiento en miles de Euros según datos del Ministerio de Hacienda y Ad. Públicas. |

La deuda viva municipal por habitante en 2014 ascendía a 0 €.

## Monumentos y lugares de interés

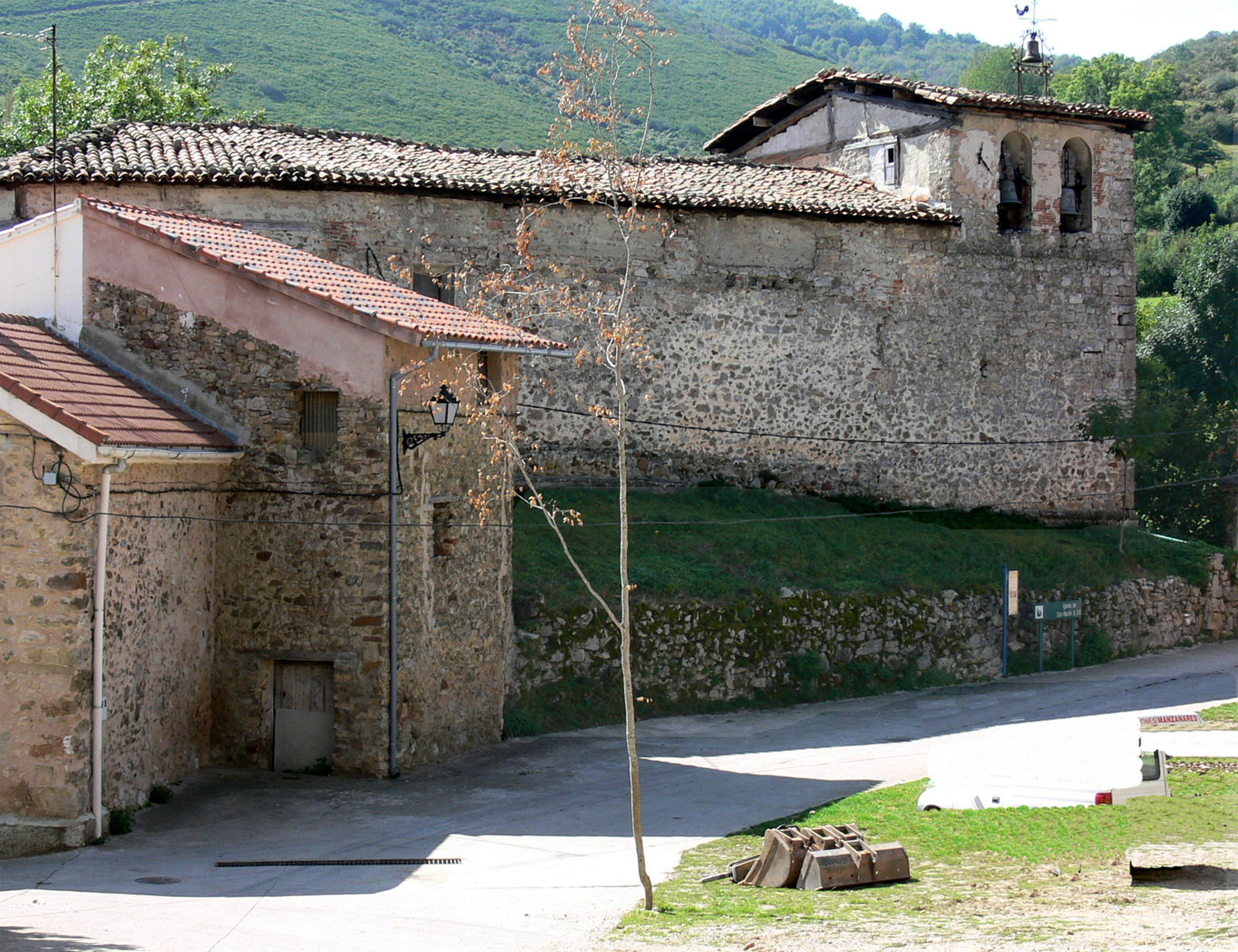
Iglesia de San Martín.

- Iglesia de San Martín. Delo siglo XVI.[7]

## Fiestas
- San Juan (24 de junio), tiene lugar una procesión dedicada a San Juan, en la cual solo hombres descendientes del pueblo danzan vestidos con trajes tradicionales.
- San Martín (11 de noviembre), se realizan varias actividades culturales y una degustación de choricillo en honor al patrón.